# The Barbarian
The Barbarian is een Amerikaanse avonturenfilm uit 1933 onder regie van Sam Wood. Destijds werd de film in Nederland uitgebracht onder de titel Een nacht in Caïro.

## Verhaal
De beeldschone Amerikaanse Diana Standing is samen met haar oom en tante op reis in Caïro. Ze wil daar haar verloofde Gerald Hume vinden. Ze laat een diepe indruk na op de verkoper Jamil El Shehab, die ook een baan heeft als gids in het hotel van Diana.

## Rolverdeling

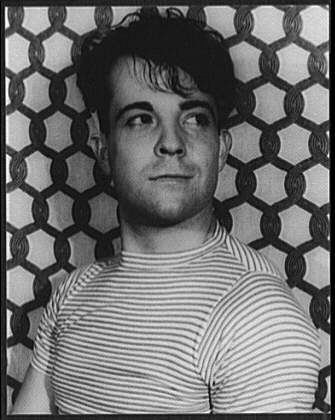
Ramón Novarro

| Acteur              | Personage       |
| ------------------- | --------------- |
| Ramón Novarro       | Jamil El Shehab |
| Myrna Loy           | Diana Standing  |
| Reginald Denny      | Gerald Hume     |
| Louise Closser Hale | Powers          |
| C. Aubrey Smith     | Cecil Harwood   |
| Edward Arnold       | Achmed Pasha    |
| Blanche Friderici   | Mevrouw Hume    |
| Marcelle Corday     | Marthe          |
| Hedda Hopper        | Mevrouw Loway   |
| Leni Stengel        | Ilsa            |